# Birkózás

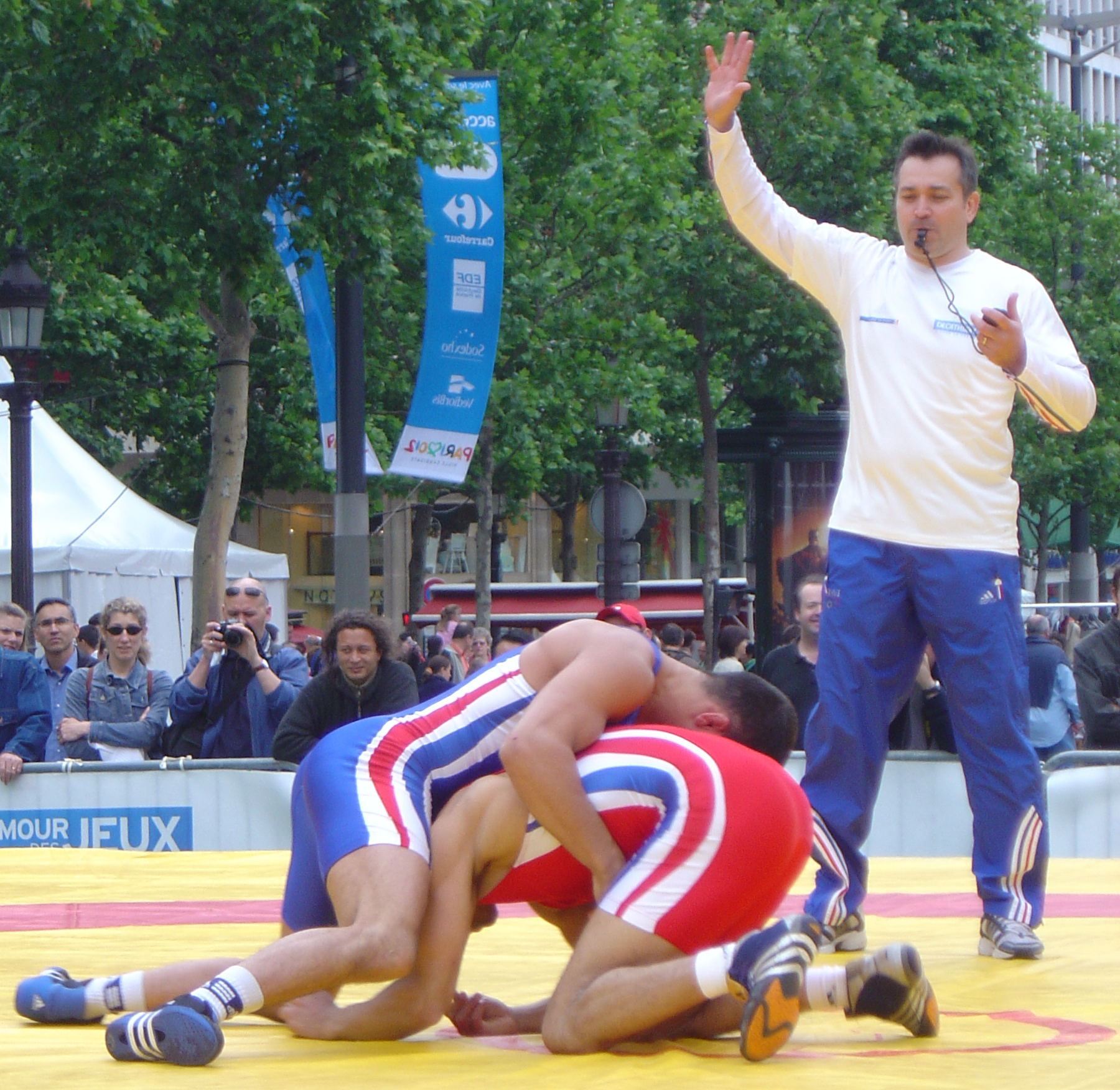
Birkózás

A birkózás olyan küzdősport, ahol tilos bármilyen eszközhasználat, ütés vagy rúgás, csak az ellenfél földhöz szorításával, vagy akár technikai fölénnyel (technikai tussal) lehet nyerni ami szabad fogásban 10 pont különbség, míg kötött fogásban csak 8 pont. A kevésbé kemény négyzet alakú küzdőtéren (rajta egy nagyobb körrel) két versenyző küzd egymás ellen, testhezálló ruhában és cipőben. Az ókori olimpiák óta kifejezetten közkedvelt sport. 

Birkózás a Velodromban – 1928

## A birkózás
- két résztvevő közötti vetélkedés, mely arra irányul, hogy egyikük akaratát fizikai eszközökkel a másikra kényszerítse;
- a küzdelem során nem szabad ütni, eszközt használni, a másiknak sérülést okozni, fogásokkal, az ellenfél testrészeinek megragadásával kell elérni a győzelmet;
- alapvető, játékos mozgás és harc, elsősorban fiatal korban, ösztönösen igényelt és nagyon kedvelt játék, melynek nyilvánvaló, testfejlesztő és sportértékei miatt sportszerű formái is kialakultak.

(Az ösztönösségre utal, hogy a birkózás szinte minden fiatal emlős állatnál megfigyelhető, a felnőtt korra való felkészülés, a serdülőkori rivalizálás során.)
A birkózás fogalma mélyen beivódott a társadalom köztudatába, amiről számtalan, átvitt értelemben is használt szófordulat tanúskodik: „megbirkózik” a feladattal, az egyik futball csapat „kétvállra fekteti” a másikat, „porondra” lép, „legyűri” a nehézségeket, „ölre mennek, hajba kapnak” és a többi.
Az ellenfél iránti tisztelet kimutatása jelképeként, a mérkőző felek egymás szemébe nézve kezet szorítanak.

### Formái
Az egyes népekre jellemző birkózásokon (mongol birkózás, kínai bírkózás, nuba birkózás stb.)  kívül is számtalan válfaja ismert, a letámasztott könyökkel egymás tenyerét markoló és az ellenfél karját lenyomni igyekvő szkanderezőktől a birkózás határán már túllépő cirkuszi verekedésig, a pankrációig.
Az akarat rákényszerítése sokféle szabály szerint történhet, a földre rajzolt körből való kitaszítástól (szumó), az ellenfél felemelésén (grundbirkózás) át a kétvállra fektetésig, vagy akár a feladás kikényszerítéséig. 

#### Öltözet szerint
- Öv-kabát (belt and jacket) birkózásnál a versenyzők dolgát megkönnyíti, hogy deréktól felfelé egymás ruháját derékövét is megragadhatják (szambó, kurash).
- Megragadásos (catch-hold) birkózásnál az egész testet ruha fedi, azaz a kabátot és nadrágot is meg lehet fogni. (dzsúdó, jiu-jitsu)
- A meztelenül (testhezálló mezben, vagy kisnadrágban) végzett birkózásban a ruha megfogása tilos.

#### Az erőkifejtés iránya szerint
E szerint is lehet csoportokat felállítani, de ezek igen gyakran keverednek:
- A könyökre támasztott kéz ledöntése (arm-wrestling, szkander) a karbirkózás
- A kimozdításos (break stance) birkózásban az erőkifejtés az ellenfél elmozdítására, alaphelyzetéből való kimozdítására irányul (körből való kilökés, vagy ledöntés: szumó, állóhelyzetből levitel – kurash).
- A ledöntéses (toppling) birkózásoknál a cél az ellenfél földre vitele. Ilyen volt az előzőeken kívül az ókori olimpiák pentatlon birkózása is.
- A tusra menő (pin-fall) birkózásban az győz, aki ellenfelét a hátán (két vállán) leszorítja. Ez a mai sportszerű birkózások alapkőve.
- Az alávetéses (submission) birkózásban az ellenfelet kényszeríteni kell, hogy a küzdelmet feladja.

Látható, hogy a birkózás fajták között átmenetek lehetségesek. A dzsúdóban például a nagyívű, hirtelen dobás-levitel, a leszorítás, a feladásra kényszerítés, a szumóban a levitel és kilökés egyaránt a győzelem elérésének eszköze lehet.
Fentieken belül a birkózás ezerféle formája létezik , amelyek egymástól függetlenül alakultak ki a különböző népek körében. (Iránban például legalább harminc egymástól különböző, népi formáját gyakorolják.) 
Ezek közül legismertebbek a skót ledöntéses, a svájci tusra menő, a török olajbirkózás, a mongol sasbirkózás, a magyar baranta és a kunsági derékhúzás, lovasbirkózás.
Elterjedt a professzionális cirkuszi birkózás, a pankráció is, mely artista mutatvány, és többnyire csak a birkózás imitációja.
A birkózás népszerűsítésére dolgozták ki a népi birkózásokból a grundbirkózást a gyerekek számára, illetve az általános igények kielégítésére a bárhol űzhető standbirkózást (lásd alább).
A birkózás számtalan tréfás változata is előfordul, mint az iszapbirkózás, amelyet víz közelben lehet játszani.

## A sportszerű birkózás szabályai

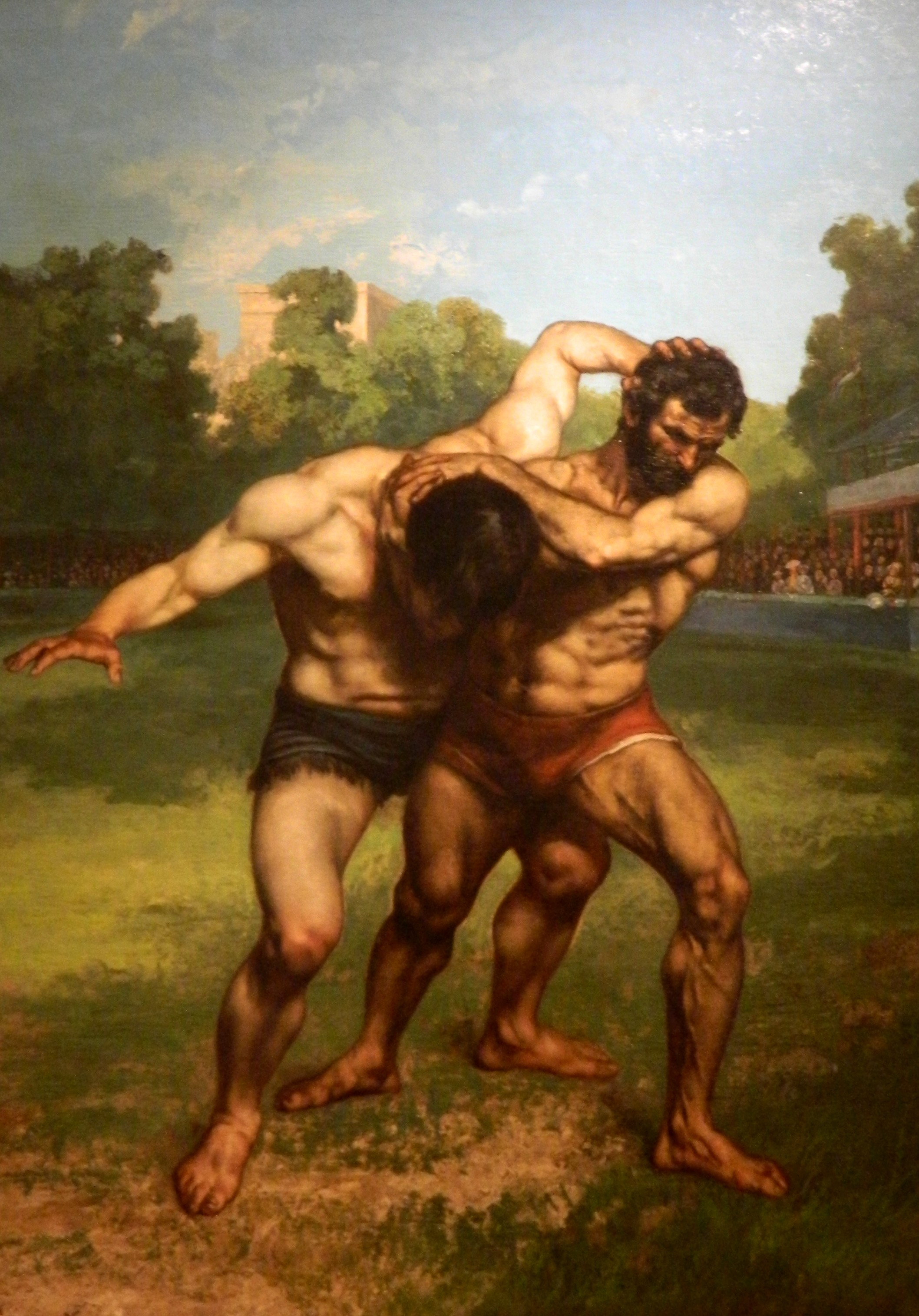

Két formája a legismertebb: a szabadfogású és a kötöttfogású birkózás.
(A dzsúdót nem szokták a birkózások közé sorolni.)
Mindkettőnél cél az ellenfél két vállra fektetése, vagy a pontozók által értékesebbnek tartott, a szabályokban rögzített fogások végrehajtása.
Ütni, vagy rúgni nem szabad.
Szabadfogásban az egész testen lehet fogást végrehajtani, és a láb cselekvő használata, azaz a lábkulcs vagy a gáncs megengedett.
Kötöttfogásban csak derék felett lehet megfogni az ellenfelet, és gáncsolni sem szabad.
A versenyzők puha cipőt és testhezálló mezt viselhetnek, alatta alsónadrággal a nőknél esetleg pólóinggel. Nem hordhatnak gyűrűt fülbevalót, a hosszú hajat fel kell kötni, a körmöket rövidre kell vágni.
A sportszerű birkózást nők is végzik, ők a szabadfogás szabályai szerint küzdenek.
Nem szabad veszélyes vagy fájdalmas fogásokat alkalmazni, és minden sportszerűtlenség (harapás, karmolás, fül- vagy hajhúzás, valamint természetesen az ütés és rúgás is) tilos. 
A versenyzőket súlycsoportokba sorolják. Ezeket a nemzetközi versenyek számára nemzetközi szövetség előírásai tartalmazzák, de a nemzeti szövetségek egyes versenykiírásokban ennél kisebb mértékben eltérhetnek. A súlycsoportok időnként változnak, ahogy egyes fogásokat is hol megengednek, hol nem.

### Akciók pontozása
A szőnyegen végrehajtott akciókat a mérkőzésidő korlátozása óta 1-5 pont között díjazzák. A mérkőzés végén a győzelem arányától függően 0, 1, 3, 4 pozitív pontot lehet kapni. Kétvállas győzelem 5-0
VAGY 5-1.
1 pont jár
- Annak a birkózónak, aki ellenfelét földre viszi, majd mögé kerül s ebben a testhelyzetben azt fogva tartja (3 érintkezési pont: két kar és egy térd vagy két térd és egy kar).
- Annak a birkózónak, aki állva vagy a földön szabályos fogást hajt végre ellenfelén, de nem viszi azt tusveszélyes helyzetbe.
- Annak a birkózónak, aki mögé kerüléssel viszi és fogja le ellenfelét.
- Annak a birkózónak, aki térdelőhelyzetben felfordítást hajt végre úgy, hogy az ellenfél karja nyújtva van (egy vagy két kar) háttal a szőnyeg felé.
- Annak a birkózónak, akinek a fogását ellenfele szabálytalanul akadályozza, de ennek ellenére végre tudja azt hajtani.
- Annak a birkózónak, akinek támadása elől az ellenfél szőnyegről vagy fogásból menekül, felszólításra nem tér vissza a kezdőkörbe és nem veszi fel a küzdelmet, meg nem engedett fogást vagy durvaságot hajt végre.
- Annak a birkózónak, aki 5 másodpercig vagy tovább veszélyeztetett helyzetben tartja ellenfelét.
- Annak a birkózónak, akinek ellenfele egyik lábával érinti a zónán kívüli területet.
- Annak a birkózónak, akinek ellenfele folyamatosan visszautasítja a korrekt kapaszkodás felvételét.
- Vérzés nélküli sérülésnél, vagy cipő kötésnél, az időt kérő versenyző ellenfele 1 pontot kap.

2 pont jár
- Annak a birkózónak, aki szabályos fogást hajt végre lenti birkózásnál, s aki ellenfelét tusveszélyes helyzetbe vagy pillanatnyi tusba viszi.
- A megtámadott birkózónak, ha a támadó pillanatnyi tushelyzetbe kerül vagy vállán gurul a fogás végrehajtásánál (kivéve pörgetés esetén).
- A támadó birkózónak, akinek ellenfele úgy menekül a fogásból, hogy a szőnyegen kívülre veti magát tusveszélyes helyzetbe
- A támadó birkózónak, akinek ellenfele szabálytalan fogást hajt végre, amely megakadályozza az elkezdett fogás végrehajtását.
- Annak a versenyzőnek, aki álló helyzetből blokkolja ellenfele akcióját, tehát pillanatnyi tushelyzetbe hozza.

3 pont jár
- Annak a birkózónak, aki állva hajt végre egy fogást, amely ellenfelét közvetlen kis ívű dobással tusveszélyes helyzetbe hozza.
- Minden fogásért, amelyet kis ívben a földtől felkapással hajtanak végre, még ha a támadó versenyző egy vagy két térddel földön is van, amennyiben a támadás azonnal tusveszélyes helyzetet teremt és a megtámadott minden testrésze elhagyja a szőnyeget.

Megjegyzés
Ha a fogás végrehajtásakor a megtámadott birkózó egy kézzel kapcsolatban marad a szőnyeggel, de azonnal tusveszélyes helyzetbe kerül, a támadó birkózónak ugyancsak 3 pont jár.
5 pont jár
- Minden végrehajtott fogásért álló helyzetben, mely nagy ívet ír le, és közvetlen tusveszélyes helyzetben fejeződik be és az új szabályok szerint menetgyőzelemmel zárul.
- Annak a versenyzőnek, aki elszakítja ellenfelét a térdelőhelyzetből, és nagyívű fogást hajt végre, majd közvetlen tusveszélyes helyzetet idéz elő.

Technikai tus 6 pont különbségnél, ha az ellenfélnek nincs akciópontja 5:0, ha van 5:1 hasonlóan a leléptetéshez. De nem mindegy az elszámolásnál , hogy tussal vagy technikaival nyersz!!!
Pontozásos győzelemnél, ha a vesztesnek nincs akciópontja 3:0, ha legalább 3 pontja van 3: 1
A pontozás. Bírói döntéssel hozott győzelemnél 1:0, ha az egyik versenyzőnek sincs akció pontja. Pontegyenlőség esetén vagy 3 akciópont hiányában 2 perc hosszabbítás következik.
A korosztályok (gyermek, diák, serdülő, ifi /kadet/, junior, felnőtt, veterán) szerint változnak a súlycsoportok és – némileg- a szabályok is. (A gyereknél a veszélyesebb fogások, dobások tiltottak.)

### Súlycsoportok
Különböző korosztályokban 2001-től:
- Felnőtt férfiak 55, 60, 66, 74, 84, 96, 120
- Felnőtt nők: 48 51 55 59 63 67 72 kg (Olimpián: 48 55 63 72)
- Juniorok 18-19-20 évesek: 50 55 60 66 74 84 96 120.
- Ifjúságiak 16-17 évesek: 42 46 50 54 58 63 69 76 85 100 +100
- Serdülők 14-15 évesek: 32 35 38 42 46 50 54 58 63 69 76 85 100 +100
- Diák I 12-13 évesek: 29 32 35 38 42 46 50 54 58 63 69 76 85 +85
- Diák II 10-11 évesek: 24 26 28 31 34 38 42 46 50 55 60 +60
- A veteránoknál 58 63 76 85 97 130 (női súlycsoportok jelenleg nincsenek)

### A veterán korosztályok
- A 35-40 év
- B 41-45 év
- C 46-50 év
- D 51-55 év
- E 56 év felett

A mérkőzés idő is változó, jelenleg jellemzően 3×2 perces menetekből áll. Minden menet után eredményt hirdetnek és aki két menetben győz, már megnyerte a meccset. Döntetlen esetén a hosszabbításban elért első értékelhető fogást végrehajtó nyer.
Manapság érdekes fejlemény, hogy a menet egyperces eredménytelen állóharca után sorsolással (korong feldobással) döntik el, melyik versenyző menjen alárendelt helyzetbe, majd ha a felülre kerülő így sem tud akciót végrehajtani ő kerül alulra: kötött fogásban térdelő támaszba, szabadfogásban féltérdre. Kötöttfogásban ilyenkor a felüllevő az alul levő derekát támadhatja, míg szabadfogásban a lábán kereshet fogást. Ezen szabályok nem örök életűek, gyakran változnak, csak a birkózás lényege marad.
A jelenleg érvényes szabályokat lásd itt!

## Strandbirkózás
Korcsoportok
- 10-15 év – Kadet
- 16-20 év – Junior
- Felnőtt

Súlycsoportok
A főszervezőnek kell két csoportra osztani a jelentkezőket:
- Könnyűsúly
- Nehézsúly

Mérlegelés nincs, a résztvevők elosztásánál a könnyebb táblakialakítást és a résztvevők testi adottságait kell figyelembe venni.
Verseny fajták:
- Open versenyek: mindenféle licenc vagy engedély nélkül.
- Versenynaptáras versenyek: A nemzeti szövetség égisze alatt lebonyolított versenyek

Öltözék
- Férfiak: rövidnadrág minden egyéb kiegészítő nélkül.
- Nők: egy vagy kétrészes fürdőruha.

Küzdőfelület
6 méteres átmérőjű kör a homokban rajzolva vagy egyéb módon jelezve.
Mérkőzések időtartama
1 menet maximum 3 perces időtartammal.
A versenyek lebonyolítási rendje
Hasonlóan a birkózásban használatos táblához direkt kieséses rendszerben ahol az elődöntők vesztesei a 3. helyet szerzik meg. Visszamérkőzések (repechage) nincsenek.
A versenyzők megkülönböztetése
A kategóriák elosztása és a tábla elkészítése után a bíró( szervező) mindenkinek kioszt egy bokaszalagot melyen 1-től … növekvő sorrendbe állítva kötelesek viselni a küzdő felek. Vereség után a vesztesnek vissza kell adnia a számot a bírónak.
A bírói kar
A főszervező egyben ellátja a bíró szerepét is, az ő döntése megkérdőjelezhetetlen.
A győzelmek fajtái
A strandbirkózás csak álló helyzetben történik. Győzelmet a következő módokon lehet szerezni.
- Tus: Ha az egyik versenyző mindkét vállával érinti a talajt
- Dobás: Ha az egyik versenyző kétszer földre viszi ellenfelét a mérkőzés során úgy, hogy az ellenfél felsőtestének egy része érintse a talajt. Ennek során a támadó versenyző egy vagy két térde érintheti a talajt.
- Kitolás: ha az egyik versenyző kétszer kitolja az ellenfelét a mérkőzés során a küzdő felületről.
- Összeadás: A kitolás és a dobás összeadódhat azaz külön pontnak számít. Két pont elérése után is véget ér a küzdelem( például egy dobás- egy kitolás)
- Bírói döntés: Egyenlőség esetén a bíró dönt a győztes személyéről aktivitása alapján.

Tilos
- Ütni és rúgni
- Az arcot támadni, hajat húzni
- Olajjal vagy más csúszós anyaggal a testet bekenni
- Megszakítani a küzdelmet bármilyen okból
- Tiltott fogást alkalmazni

## Magyar eredmények

### Magyar olimpiai aranyérmek a sportágban
- Weisz Richárd – 1908. London
- Keresztes Lajos – 1928. Amszterdam
- Lőrincz Márton – 1936. Berlin
- Zombori Ödön – XI. 1936. Berlin
- Kárpáti Károly – XI. 1936. Berlin
- Bóbis Gyula – XIV. 1948. London
- Hódos Imre – XV. 1952. Helsinki
- Szilvásy Miklós – XV. 1952. Helsinki
- Polyák Imre – XVIII. 1964. Tokió
- Kozma István – XVIII. 1964. Tokió és 1968. Mexikóváros
- Varga János – 1968. Mexikóváros
- dr. Hegedűs Csaba – X. 1972. München
- Kocsis Ferenc – XXII. 1980. Moszkva
- Növényi Norbert – XXII. 1980. Moszkva
- Sike András – XXIV. 1988. Szöul
- Farkas Péter – XXV. 1992. Barcelona
- Repka Attila – XXV. 1992. Barcelona
- Majoros István – XXVIII.olimpiai játékok, Athén 2004.
- Lőrincz Tamás- 2020 Tokió

A 20 aranyérmen kívül 17 ezüstérmet és 19 bronzérmet értek el hazai sportolók az újkori olimpiai játékok során.

### Magyar világbajnoki eredmények
- Radvány Ödön 1920, kötöttfogás, könnyűsúly
- Gál József 1950, kötöttfogás, könnyűsúly
- Polyák Imre (3) 1955, 62 kg, 1958, 62 kg, 1962, 63 kg
- Gurics György 1961, kötöttfogás, félnehézsúly
- Varga János 1963, kötöttfogás, 1970, légsúly
- Kozma István (3) 1962, 1966, 1967, kötöttfogás, nehézsúly
- Sillai László 1967, középsúly
- Hegedűs Csaba 1971, kötöttfogás, 82 kg
- Réczi László 1977, kötöttfogás 62 kg
- Tóth István 1979, 1981 kötöttfogás, 62 kg
- Kovács István 1979, szabadfogás, 82 kg
- Kocsis Ferenc 1979, kötöttfogás, 74 kg
- Gáspár Tamás 1986, kötöttfogás, 100 kg
- Komáromi Tibor (3) 1986, 1987, 1989, kötöttfogás, 82 kg
- Farkas Péter 1990, 1991, kötöttfogás, 82 kg
- Kiss Balázs 2009, kötöttfogás, 96 kg
- Sastin Marianna 2013, 59 kg
- Bácsi Péter 2014, kötöttfogás, 80 kg
- Korpási Bálint 2016, kötöttfogás, 71 kg
- Bácsi Péter 2018, kötöttfogás, 82 kg

A világbajnokságok során a magyar sportolók 30 aranyérmet, 48 ezüstérmet és 49 bronzérmet szereztek.